# Breakfast of Champions
Pour plus de détails, voir Fiche technique et Distribution.
Breakfast of Champions est une comédie américaine écrite et réalisée Alan Rudolph, sortie en 1999.

## Synopsis
Vendeur de voitures, Dwayne Hoover est un homme respecté dans la petite ville de Midland. Pourtant, rien ne va plus dans sa vie personnelle. Sa femme est droguée par la télévision et les médicaments, il ne comprend plus son propre fils et sa maîtresse l'ennuie. Jusqu'au jour où il rencontre l'étrange Kilgore Trout, invité vedette du Festival des Arts de Midland.

## Fiche technique
Sauf indication contraire, les informations mentionnées dans cette section peuvent être confirmées par la base de données cinématographiques IMDb,  présente dans la section « Liens externes ».
- Titre  : Breakfast of Champions
- Réalisation :  Alan Rudolph
- Scénario : Alan Rudolph, d'après le roman Le Breakfast du champion de Kurt Vonnegut
- Photographie : Elliot Davis
- Direction artistique : Randy Eriksen
- Costumes : Rudy Dillon
- Casting : Pam Dixon
- Montage : Suzy Elmiger
- Musique : Mark Isham
- Producteurs : David Blocker et David Willis
- Sociétés de production : Hollywood Productions et Summit Entertainment
- Pays de production :  États-Unis
- Langue : anglais
- Tournage : du 27 février 1998 au 7 avril 1998
- Genre : Comédie noire
- Durée : 110 minutes
- Dates de sortie  : 
  - États-Unis: 17 septembre 1999
  - France : 21 avril 1999
  - Belgique : 5 juillet 2000[1]

## Distribution
- Bruce Willis (VF : Patrick Poivey ; VQ : Jean-Luc Montminy) : Dwayne Hoover
- Albert Finney : Kilgore Trout
- Nick Nolte (VF : Alain Dorval) : Harry LeSabre
- Barbara Hershey (VF : Brigitte Aubry) : Celia Hoover
- Glenne Headly : Francine Pefko
- Lukas Haas : George "Bunny" Hoover
- Omar Epps : Wayne Hoobler
- Vicki Lewis : Grace LeSabre
- Buck Henry : Fred T. Barry
- Ken Campbell : Eliot Rosewater / Gilbert
- Jake Johannsen : Bill Bailey
- Will Patton : Moe le chauffeur de camion
- Chip Zien : Andy Wojeckowzski
- Owen Wilson : Monte Rapid
- Alison Eastwood : Maria Maritimo
- Shawnee Smith : Bonnie McMahon
- Michael Jai White : Howell
- Michael Clarke Duncan : Eli
- Tisha Sterling : Beatrice Keedsler